# Gran Premio motociclistico delle Nazioni 1984
Il Gran Premio motociclistico delle Nazioni 1984 fu la seconda gara del Motomondiale 1984. Si disputò il 15 aprile 1984 sul Misano World Circuit e vide le vittorie di Freddie Spencer nella classe 500, di Fausto Ricci nella classe 250, di Ángel Nieto nella classe 125 e di Pier Paolo Bianchi nella classe 80.
Questa è la prima gara per la classe 80. Ricci ottiene la sua prima vittoria nel motomondiale.

## Classe 500

### Arrivati al traguardo

Fausto Ricci, vincitore della classe 250.

Pier Paolo Bianchi, vincitore della classe 80.

| Pos | Pilota             | Moto             | Giri | Tempo     | Griglia | Punti |
| --- | ------------------ | ---------------- | ---- | --------- | ------- | ----- |
| 1   | Freddie Spencer    | Honda            | 40   | 55:20.550 | 1       | 15    |
| 2   | Eddie Lawson       | Yamaha           | 40   | +19.650   | 2       | 12    |
| 3   | Raymond Roche      | Honda            | 40   | +46.780   | 6       | 10    |
| 4   | Wayne Gardner      | Honda            | 40   | +51.770   | 3       | 8     |
| 5   | Franco Uncini      | Suzuki           | 40   | +1:03.700 | 5       | 6     |
| 6   | Ron Haslam         | Honda            | 40   | +1:04.500 | 4       | 5     |
| 7   | Boet van Dulmen    | Suzuki           | 40   | +1:10.720 | 10      | 4     |
| 8   | Virginio Ferrari   | Yamaha           | 40   | +1:11.400 | 15      | 3     |
| 9   | Reinhold Roth      | Honda            | 40   | +1:11.500 | 12      | 2     |
| 10  | Massimo Broccoli   | Honda            | 40   | +1:22.850 | 14      | 1     |
| 11  | Robert McElnea     | Suzuki           | 39   | +1 giro   | 11      |       |
| 12  | Didier de Radiguès | Chevallier-Honda | 39   | +1 giro   | 8       |       |
| 13  | Gustav Reiner      | Honda            | 39   | +1 giro   | 20      |       |
| 14  | Sergio Pellandini  | Suzuki           | 39   | +1 giro   | 9       |       |
| 15  | Gary Lingham       | Suzuki           | 39   | +1 giro   | 25      |       |
| 16  | Oscar La Ferla     | Suzuki           | 39   | +1 giro   | 24      |       |
| 17  | Steve Parrish      | Yamaha           | 39   | +1 giro   | 22      |       |
| 18  | Rob Punt           | Suzuki           | 39   | +1 giro   | 23      |       |
| 19  | Keith Huewen       | Honda            | 39   | +1 giro   | 21      |       |
| 20  | Marco Papa         | Honda            | 38   | +2 giri   | 29      |       |
| 21  | Attilio Riondato   | Suzuki           | 38   | +2 giri   | 31      |       |
| 22  | Peter Sköld        | Honda            | 38   | +2 giri   | 33      |       |
| 23  | Massimo Brutti     | Suzuki           | 38   | +2 giri   | 16      |       |
| 24  | Chris Guy          | Honda            | 38   | +2 giri   | 34      |       |
| 25  | Franco Randazzo    | Honda            | 38   | +2 giri   | 36      |       |

### Ritirati
| Pilota              | Moto   | Giri | Motivo ritiro | Griglia |
| ------------------- | ------ | ---- | ------------- | ------- |
| Wolfgang von Muralt | Suzuki | 37   |               | 30      |
| Walter Migliorati   | Suzuki | 35   |               | 17      |
| Peter Sjöström      | Suzuki | 33   |               | 32      |
| Barry Sheene        | Suzuki | 22   |               | 13      |
| Eero Hyvärinen      | Suzuki | 20   |               | 18      |
| Marco Lucchinelli   | Cagiva | 14   |               | 27      |
| Klaus Klein         | Suzuki | 13   |               | 19      |
| Raffaele Pasqual    | Yamaha | 13   |               | 35      |
| Lorenzo Ghiselli    | Suzuki | 11   |               | 28      |
| Alessandro Valesi   | Suzuki | 7    |               | 26      |
| Leandro Becheroni   | Suzuki | 3    |               | 7       |

### Non qualificati
| Pilota           | Moto   |
| ---------------- | ------ |
| Fabio Biliotti   | Honda  |
| Louis-Luc Maisto | Honda  |
| Franck Gross     | Honda  |
| Paolo Ferretti   | Suzuki |

## Classe 250

### Arrivati al traguardo
| Pos | Pilota                 | Moto              | Tempo     | Griglia | Punti |
| --- | ---------------------- | ----------------- | --------- | ------- | ----- |
| 1   | Fausto Ricci           | Yamaha            | 47:05.590 | 3       | 15    |
| 2   | Martin Wimmer          | Yamaha            | +8.950    | 8       | 12    |
| 3   | Wayne Rainey           | Yamaha            | +14.230   | 19      | 10    |
| 4   | Jean-Michel Mattioli   | Chevallier-Yamaha | +14.800   | 1       | 8     |
| 5   | Donnie McLeod          | Yamaha            | +14.980   | 9       | 6     |
| 6   | Jacques Cornu          | Yamaha            | +37.850   | 14      | 5     |
| 7   | Jacques Bolle          | Pernod            | +42.340   | 11      | 4     |
| 8   | Mario Rademeyer        | Yamaha            | +45.740   | 22      | 3     |
| 9   | Manfred Herweh         | Real-Rotax        | +49.940   | 2       | 2     |
| 10  | Anton Mang             | Yamaha            | +50.340   | 31      | 1     |
| 11  | Jean-Louis Guignabodet | Yamaha            | +55.360   | 12      |       |
| 12  | Davide Tardozzi        | Yamaha            | +1:00.810 | 15      |       |
| 13  | Karl-Thomas Grässel    | Yamaha            | +1:07.710 | 20      |       |
| 14  | Ivan Carlo Villini     | MBA               | +1:13.470 | 27      |       |
| 15  | Carlos Lavado          | Yamaha            | +1:32.950 | 4       |       |
| 16  | Stéphane Mertens       | Yamaha            | +1 giro   | 7       |       |
| 17  | Teruo Fukuda           | Yamaha            |           | 21      |       |
| 18  | Marcellino Lucchi      | Rotax             |           | 29      |       |
| 19  | Eilert Lundstedt       | Yamaha            |           | 34      |       |
| 20  | Jean-François Baldé    | Pernod            |           | 32      |       |
| 21  | René Delaby            | Yamaha            |           | 23      |       |

### Ritirati
| Pilota            | Moto              | Motivo ritiro | Griglia |
| ----------------- | ----------------- | ------------- | ------- |
| Massimo Matteoni  | Yamaha            | Caduta        | 5       |
| Harald Eckl       | Yamaha            |               | 26      |
| Sito Pons         | Kobas-Rotax       |               | 35      |
| Marino Neri       | Yamaha            |               | 33      |
| Ivan Palazzese    | Yamaha            |               | 6       |
| Patrick Fernandez | Yamaha            |               | 25      |
| Hervé Guilleux    | Yamaha            |               | 30      |
| Maurizio Vitali   | MBA               |               | 24      |
| Roland Freymond   | Yamaha            | Caduta        | 36      |
| Carlos Cardús     | Kobas-Rotax       |               | 13      |
| Ángel Nieto       | Kobas-Rotax       |               | 18      |
| Thierry Rapicault | Yamaha            | Caduta        | 17      |
| Thierry Espié     | Chevallier-Yamaha |               | 16      |
| Christian Sarron  | Yamaha            | Caduta        | 10      |
| Richard Hubin     | Yamaha            |               | 28      |

## Classe 125

### Arrivati al traguardo
| Pos | Pilota             | Moto    | Tempo     | Griglia | Punti |
| --- | ------------------ | ------- | --------- | ------- | ----- |
| 1   | Ángel Nieto        | Garelli | 44:30.670 | 10      | 15    |
| 2   | Maurizio Vitali    | MBA     | +1.070    | 1       | 12    |
| 3   | Eugenio Lazzarini  | Garelli | +3.510    | 2       | 10    |
| 4   | Stefano Caracchi   | MBA     | +27.000   | 7       | 8     |
| 5   | Luca Cadalora      | MBA     | +27.010   | 3       | 6     |
| 6   | Bruno Kneubühler   | MBA     | +39.680   | 4       | 5     |
| 7   | Johnny Wickström   | MBA     | +57.700   | 8       | 4     |
| 8   | Jean-Claude Selini | MBA     | +58.460   | 9       | 3     |
| 9   | Hans Müller        | MBA     | +1:25.190 | 17      | 2     |
| 10  | Gerhard Waibel     | MBA     | +1 giro   | 22      | 1     |
| 11  | Domenico Brigaglia | MBA     |           | 14      |       |
| 12  | Willy Pérez        | MBA     |           | 12      |       |
| 13  | Jussi Hautaniemi   | MBA     |           | 20      |       |
| 14  | Giuseppe Ascareggi | MBA     |           | 27      |       |
| 15  | Anton Straver      | MBA     |           | 26      |       |
| 16  | Helmut Lichtenberg | MBA     |           | 19      |       |
| 17  | Lucio Pietroniro   | MBA     |           | 33      |       |
| 18  | Henrik Rasmussen   | MBA     |           | 28      |       |
| 19  | Willy Hupperich    | MBA     |           | 35      |       |
| 20  | Hubert Abold       | MBA     |           | 18      |       |
| 21  | Peter Balaz        | MBA     | +2 giri   | 30      |       |
| 22  | Karl Dauer         | MBA     |           | 36      |       |

### Ritirati
| Pilota             | Moto      | Motivo ritiro | Griglia |
| ------------------ | --------- | ------------- | ------- |
| Massimo De Lorenzi | LGM       |               | 21      |
| Pier Paolo Bianchi | MBA       |               | 6       |
| Erich Klein        | MBA       |               | 29      |
| Jikka Jaakkola     | MBA       |               | 24      |
| Fausto Gresini     | MBA       | Caduta        | 5       |
| Olivier Liégeois   | MBA       |               | 32      |
| Paolo Casoli       | MBA       |               | 13      |
| Massimo Farceri    | Sanvenero |               | 34      |
| Ezio Gianola       | MBA       | Caduta        | 11      |
| Fabio Meozzi       | MBA       |               | 16      |
| Henk van Kessel    | MBA       |               | 23      |
| Neil Robinson      | MBA       |               | 31      |
| Bady Hassaine      | MBA       |               | 25      |
| August Auinger     | MBA       |               | 15      |

## Classe 80

### Arrivati al traguardo
| Pos | Pilota              | Moto       | Tempo     | Griglia | Punti |
| --- | ------------------- | ---------- | --------- | ------- | ----- |
| 1   | Pier Paolo Bianchi  | HuVo-Casal | 36:53.210 | 3       | 15    |
| 2   | Stefan Dörflinger   | Zündapp    | +7.290    | 2       | 12    |
| 3   | Hubert Abold        | Zündapp    | +27.830   | 4       | 10    |
| 4   | Hans Spaan          | HuVo-Casal | +59.290   | 6       | 8     |
| 5   | Gerhard Waibel      | Real       | +1:14.400 | 5       | 6     |
| 6   | Willem Heykoop      | HuVo-Casal | +1:33.460 | 7       | 5     |
| 7   | Jorge Martínez      | Derbi      | +1 giro   | 8       | 4     |
| 8   | Mario Stocco        | Lusuardi   |           | 15      | 3     |
| 9   | Reinhard Koberstein | Seel       |           | 11      | 2     |
| 10  | Claudio Granata     | Garelli    |           | 14      | 1     |
| 11  | Theo Timmer         | HuVo-Casal |           | 13      |       |
| 12  | George Looijesteijn | HuVo-Casal |           | 18      |       |
| 13  | Otto Machinek       | Kreidler   | +2 giri   | 27      |       |
| 14  | Chris Baert         | Eberhardt  |           | 24      |       |
| 15  | Hans Koopman        | Kreidler   |           | 17      |       |
| 16  | Joaquin Gali        | Kreidler   |           | 23      |       |
| 17  | Salvatore Milano    | Casal      |           | 20      |       |
| 18  | Pasquale Buonfante  | Kreidler   |           | 33      |       |
| 19  | Zdravko Matulja     | Ziegler    |           | 32      |       |
| 20  | Jos van Dongen      | Sachs      |           | 29      |       |
| 21  | Stefano Crespi      | Minarelli  | +3 giri   | 28      |       |
| 22  | Nicola Casadei      | Casal      | +4 giri   | 21      |       |
| 23  | Tony Smith          | Casal      | +5 giri   | 22      |       |
| 24  | Reiner Koster       | Casal      |           | 30      |       |

### Ritirati
| Pilota             | Moto     | Motivo ritiro | Griglia |
| ------------------ | -------- | ------------- | ------- |
| Thomas Engl        | Sachs    |               | 26      |
| Hans Müller        | Sachs    |               | 9       |
| Bruno Casanova     | Casal    |               | 16      |
| Giuliano Tabanelli | BBFT     |               | 12      |
| Reiner Scheidhauer | Seel     |               | 10      |
| Rainer Kunz        | FKN      |               | 36      |
| Ezio Saffiotti     | UFO      |               | 34      |
| Stefan Kurfiss     | Kreidler |               | 31      |
| Ricardo Tormo      | Derbi    |               | 1       |
| Paolo Priori       | Lusuardi |               | 35      |
| Paul Rimmelzwaan   | Harmsen  |               | 19      |